# Ardillières
Ardillières is een gemeente in het Franse departement Charente-Maritime (regio Nouvelle-Aquitaine) en telt 735 inwoners (2004). De plaats maakt deel uit van het arrondissement Rochefort.

## Geografie
De oppervlakte van Ardillières bedraagt 15,9 km², de bevolkingsdichtheid is 46,2 inwoners per km².
De onderstaande kaart toont de ligging van Ardillières met de belangrijkste infrastructuur en aangrenzende gemeenten.

## Demografie
Onderstaande figuur toont het verloop van het inwonertal (bron: INSEE-tellingen).